# Burg Gasterfeld
Die Burg Gasterfeld war ein kleiner Adelssitz bei dem im Jahre 1074 erstmals urkundlich erwähnten und im 14. Jahrhundert wüst gefallenen Dorf Gasterfeld in der heutigen Gemarkung der nordhessischen Stadt Wolfhagen, Landkreis Kassel. Vermutlich handelte es sich um eine Kemenate bzw. eine kleine Wasserburg.

## Geographische Lage
Die Burg befand sich unweit westlich des Dorfs, etwa 1 km südsüdöstlich der 1778 gegründeten Siedlung Philippinendorf (heute Gasterfeld) auf 271 m Höhe im Talgrund des Dusebachs an dessen südlichem Ufer, unmittelbar östlich der Wolfhager Landwehr gegen die Grafschaft Waldeck. Etwa 600 m nordöstlich verläuft heute die Bundesstraße 450 von Wolfhagen nach Landau. Die Kreisstraße 106 von Wolfhagen nach Bühle verläuft etwa 500 m südlich. Ein asphaltierter Feldweg durchquert heute die Stelle des verschwundenen Dorfs.

## Geschichte
Das Dorf war Stammsitz des edelfreien Geschlechts derer von Gasterfeld, erstmals urkundlich bekundet im Jahre 1151 mit Adelung von Gasterfeld, der in diesem Jahr Grundbesitz mit dem Kloster Hasungen tauschte. Bereits im ersten Quartal des 13. Jahrhunderts bauten sich die Brüder Heinrich und Eberhard (Eckhard) von Gasterfeld östlich von Wolfhagen auf dem Helfenberg die Burg Helfenberg und verlegten ihren Wohnsitz dorthin. Ab etwa 1240 nannte sich die Familie dann „von Helfenberg“.
Ob die von ihren Besitzern verlassene Burg in Gasterfeld verfiel oder ob sie, wie die Burg Helfenberg, von hessischen Truppen während der kriegerischen Auseinandersetzungen zwischen Landgraf Heinrich I. von Hessen mit dem Erzbistum Mainz oder bei Landgraf Heinrichs Feldzug gegen seinem Hoheitsanspruch Widerstand leistende Burgeninhaber im Jahre 1293 zerstört wurde, ist nicht bekannt. Das Dorf blieb zunächst weiterhin besiedelt. Im Jahre 1351 wird noch ein Haus erwähnt, aber spätestens 1406 lag es wüst.
Das Geschlecht der Herren von Gasterfeld bzw. Helfenberg erlosch im Mannesstamm mit Rudolph V. von Helfenberg im Jahre 1414. Bereits 1409 hatte er dem Landgrafen Hermann II. von Hessen seinen gesamten, noch nicht anderweitig (z. B. an das Kloster Aroldessen) vergebenen Besitz, darunter auch Burg und Wüstung Gasterfeld, übertragen und der Landgraf zog den Ort mitsamt der verfallenen Burg dann als heimgefallenes Lehen ein.